# Alà-ad-Din Massud-Xah
Alà-ad-Din Massud-Xah (1242-1246) fou sultà de la dinastia esclava de Delhi. Era fill de Rukn al-Din Firuz Shah (sultà el 1236).
El seu oncle Muizz al-Din Bahram Shah fou assassinat per l'exèrcit el 15 de maig de 1242 i els caps militars principals van elegir a Massud com a nou sultà, si bé fou un simple titella en mans del Chihalganis (els principals caps militars) i no va tenir influència en el govern. En canvi fou notable per les seves borratxeres. A mesura que va reclamar més poder va molestar els caps militars que el van empresonar i el van substituir per Nàssir-ad-Din Mahmud-Xah, un oncle, fill d'Iltutmix.